# Mercedes-Benz OM 615/OM 616/OM 621
Der Motor OM 621 sowie seine nur wenig veränderten Nachfolger OM 615 und OM 616 sind Dieselmotoren mit Vorkammereinspritzung und vier Zylindern in Reihe, entwickelt und produziert von Daimler-Benz.
Diese Motoren wurden in PKWs, Kleintransportern und Unimogs von Mercedes seit Ende der 1950er Jahre bis 1996, und nach der Beteiligung bei Hanomag-Henschel ab 1970 auch hier, über etwa vier Jahrzehnte in Millionen-Stückzahlen eingebaut. Diese Motoren sind noch heute auf den Straßen der Welt in Hunderttausenden Exemplaren unterwegs.
Vorgänger des OM 621 war der OM 636. Nachfolger der OM 615, OM 616 und OM 617 (welcher sich vom OM 616 nur durch einen zusätzlichen Zylinder unterscheidet) waren die komplett neu entwickelten Motoren OM 601, der 1983 im 190 D vorgestellt wurde, und die OM 602 und OM 603 in der ab 1985 gebauten Baureihe 124.
Das Kürzel „OM“ steht für „Oel-Motor“ (Motor, der mit Leichtöl/Diesel betrieben wird) und bezeichnet bis heute die Dieselmotoren von Mercedes-Benz.

## Geschichte
Zunächst kam der OM 621 1958 für das Ponton-Modell 190 D der Baureihe W 121 heraus, mit einer Leistung von 37 kW (50 PS) und einem Hubraum von 1897 cm³. Gegenüber dem noch bis 1961 parallel angebotenen Modell 180 D (W 120), das noch den etwas verbesserten OM 636 aus dem 170 D (W 136) mit 32 kW (43 PS) nutzte, bot er eine erhebliche Verbesserung der Fahrleistungen. Der Motor OM 621 war bei seinem Erscheinen eine nach damaligen Maßstäben moderne Konstruktion, mit einer obenliegenden Nockenwelle (OHC) anstelle der untenliegenden (OHV) des OM 636.
Die Konstruktion des OM 621 basierte auf dem Ottomotor M 121, der ebenfalls in die Baureihe 121 eingebaut wurde. Mit dem M 121 teilte der Motor die Kurbelwelle samt Lagerung, das Kurbelgehäuse, das Bohrbild des Zylinderkopfes sowie etliche Kleinteile. Auch sonst verfügte der Dieselmotor über viele Konstruktionsmerkmale des M 121, wie die kettengetriebene obenliegende Nockenwelle und die Ventilbetätigung über Schlepphebel. Lediglich Nockenwelle, Zylinderkopf, Kolben, Pleuel und Einspritzausrüstung mussten neu entwickelt werden. Dadurch konnte die Fertigung rationalisiert werden, was zu einer Einsparung der Herstellungskosten von 250 DM gegenüber dem OM 636 führte.
Zum Erscheinen des Heckflossenmodells W 110 im Jahre 1961 wurde der Hubraum auf zwei Liter erhöht, aber die Verkaufsbezeichnung 190 D zunächst beibehalten. Die Motorleistung wuchs auf 40 kW (55 PS), die nun für zwei Jahrzehnte das Minimum an Fahrleistung deutscher PKW (zusammen mit dem VW Käfer mit 25 kW / 34 PS) bildete.
Im Jahr 1965 wurde der Motor auf fünf Kurbelwellenlager geändert (Bezeichnung OM 621 VIII), und fortan als 200 D angeboten, mit unveränderter Leistung. Die Versionen des OM 621 bis zum Index/III hatten nur drei Kurbelwellenlager: Vor dem ersten und nach dem letzten Zylinder, und ein Mittellager zwischen dem 2. und 3. Zylinder. Deren Motorenlauf ist recht rau und laut. Mit der Umstellung auf fünf Hauptlager wurde der Motorlauf erheblich ruhiger. Dies war die tiefgreifendste aller Änderungen an der ganzen Motorenfamilie OM 621/615/616.
Der Motor OM 615 kam 1968 im Modell 200 D der Serie W 115 heraus. Der OM 615 ist in seiner Zweiliter-Version für den 200 D lediglich eine geringfügige Weiterentwicklung des Vorgängertyps OM 621 aus den Heckflossen-Modellen, der Unterschied besteht im Wesentlichen in einer geänderten Ölfilterposition und aufgrund des flacheren Vorderwagens in einem niedrigeren, kürzeren Ansaugrohr. Wichtigste Neuerung war eine Variante des OM 615 mit verlängertem Hub, einem Hubraum von 2,2 Litern und einer Leistung von 44 kW (60 PS) im Modell 220 D – dem meistverkauften W 115-Dieselmodell.
Der Motor OM 616 kam 1973 hinzu: Bei gleichem Hub wie beim 220 D wurde auch die Bohrung erweitert, der Hubraum wuchs auf 2,4 Liter und die Leistung auf 48 kW (65 PS). Dieser Motor wurde im Rahmen der Modellpflege („MOPF“) in der „Strich-Acht“-Serie unter dem Modellnamen 240 D angeboten.
Der wiederum ein Jahr später, 1974, herausgekommene Motor OM 617 im Typ 240 D 3.0 ist lediglich ein um einen fünften Zylinder verlängerter OM 616, siehe auch den Artikel OM 617.
Auch in den Nachfolgemodellen des „Strich-Achter“, der Baureihe 123, verwendete Mercedes die gleichen Motortypen OM 615 bis 617.
Die vorigen Motoren hatten allesamt einen „Start-Stopp-Zug“, der nicht nur die elektrische Steuerung des Vorglühens und des Anlassers übernahm, sondern auch an der Einspritzpumpe eine Anreicherung der Einspritzmengen zum Start, und die Stellung der Einspritzpumpe auf Nullförderung zum Abstellen des Motors übernahm. Diese etwas umständliche, lernbedürftige Handhabung endete 1980 mit der Einführung von Schnellstart-Glühkerzen und Schlüssel-Start-Stopp. In diesem Zuge wurde die Motorleistung des OM 615 (200 D) auf 44 kW (60 PS) angehoben, das Modell 220 D entfiel, und der OM 616 (240 D) leistete nun 53 kW (72 PS).

## Technische Daten und Verwendung

### OM 621

#### Verwendung
- W 121 190 D (Ponton) 1956–1962,
- W 110 190 D (Heckflosse) 1961–1965,
- W 110 200 D (Heckflosse) 1965–1968,
- Mercedes Unimog,
- Einbaumotoren für
  - Strom-Generatoren,
  - Gabelstapler
  - und Schiffsantriebe.

#### Datentabelle
PKW-Modelle
| Verkaufsbezeichnung         | Motortyp    | Baumuster | Hubraum        | Bohrung × Hub | Leistung bei 1/min     | Drehmoment bei 1/min | Bauzeit   |
| --------------------------- | ----------- | --------- | -------------- | ------------- | ---------------------- | -------------------- | --------- |
| 190 D, 190 Db (W 121)       | OM 621 I    | 621.910   | 1,9 l 1897 cm³ | 85 × 83,6 mm  | 37 kW (50 PS) bei 4000 | 108 Nm bei 2200      | 1958–1959 |
| 180 Dc (W 120)              | OM 621 IV   | 621.914   | 2,0 l 1988 cm³ | 87 × 83,6 mm  | 35 kW (48 PS) bei 3800 | 108 Nm bei 2200      | 1961–1962 |
| 190 Dc/Dc Universal (W 110) | OM 621 III  | 621.912   | 2,0 l 1988 cm³ | 87 × 83,6 mm  | 40 kW (55 PS) bei 4200 | 118 Nm bei 2400      | 1961–1965 |
| 200 D/D Universal (W 110)   | OM 621 VIII | 621.918   | 2,0 l 1988 cm³ | 87 × 83,6 mm  | 40 kW (55 PS) bei 4200 | 118 Nm bei 2400      | 1965–1968 |

### OM 615/616

#### Verwendung
- W 115 200 D („Strich-Acht“) 1968–1976,
- W 115 220 D („Strich-Acht“) 1968–1976,
- W 115 240 D („Strich-Acht“) 1972–1976,
- W 123 200 D 1976–1986,
- W 123 220 D 1976–1980,
- W 123 240 D 1976–1986,
- W 460 240 GD 1979–1987,
- Hanomag-Mercedes „Harburger Transporter“ L206D/L306D-Reihe bzw. Hanomag Reihe F20–F36 (bis 1977),
- Kleintransporter T 1,
- Kleintransporter T 2,
- MB 100,
- Mercedes-Benz Unimog,
- Einbaumotoren für
  - Strom-Generatoren,
  - Gabelstapler
  - und Schiffsantriebe.

#### Datentabelle
PKW-Modelle
| Verkaufsbezeichnung    | Motortyp    | Baumuster | Hubraum        | Bohrung × Hub  | Leistung bei (1/min)   | Drehmoment bei (1/min) | Bauzeit   |
| ---------------------- | ----------- | --------- | -------------- | -------------- | ---------------------- | ---------------------- | --------- |
| OM 615                 |             |           |                |                |                        |                        |           |
| 200 D/8 (W 115)        | OM 615 D 20 | 615.913   | 2,0 L 1988 cm³ | 87 × 83,6 mm   | 40 kW (55 PS) bei 4200 | 113 Nm bei 2400        | 1968–1976 |
| 200 D (W 123)          | OM 615 D 20 | 615.940   | 2,0 L 1988 cm³ | 87 × 83,6 mm   | 40 kW (55 PS) bei 4200 | 113 Nm bei 2400        | 1976–1979 |
| 200 D (W 123)          | OM 615 D 20 | 615.940   | 2,0 L 1988 cm³ | 87 × 83,6 mm   | 44 kW (60 PS) bei 4400 | 113 Nm bei 2400        | 1979–1985 |
| 220 D/8 (W/F 115)      | OM 615 D 22 | 615.912   | 2,2 L 2197 cm³ | 87 × 92,4 mm   | 44 kW (60 PS) bei 4200 | 126 Nm bei 2400        | 1968–1976 |
| 220 D (W 123)          | OM 615 D 22 | 615.941   | 2,2 L 2197 cm³ | 87 × 92,4 mm   | 44 kW (60 PS) bei 4200 | 126 Nm bei 2400        | 1976–1979 |
| OM 616                 |             |           |                |                |                        |                        |           |
| 240 D/8 (W/F/V/VF 115) | OM 616 D 24 | 616.916   | 2,4 L 2404 cm³ | 91 × 92,4 mm   | 48 kW (65 PS) bei 4200 | 137 Nm bei 2400        | 1973–1976 |
| 240 D (W/F/V/VF 123)   | OM 616 D 24 | 616.912   | 2,4 L 2404 cm³ | 91 × 92,4 mm   | 48 kW (65 PS) bei 4200 | 137 Nm bei 2400        | 1976–1978 |
| 240 D (W/F/V/VF 123)   | OM 616 D 24 | 616.912   | 2,4 L 2399 cm³ | 90,9 × 92,4 mm | 53 kW (72 PS) bei 4400 | 137 Nm bei 2400        | 1978–1985 |
| 240 GD/GDL (W 460)     | OM 616 D 24 | 616.936   | 2,4 L 2399 cm³ | 90,9 × 92,4 mm | 53 kW (72 PS) bei 4400 | 137 Nm bei 2400        | 1973–1976 |

## Lange Bauzeit
Der Motor OM 621, sein Nachfolger OM 615 und seine späteren Schwestermodelle OM 616 sowie der Fünfzylinder OM 617 hatten eine erheblich längere Verwendungsdauer als die Karosserievarianten der verschiedenen Bauserien, in denen sie verwendet wurden.
Die Grundkonstruktion der Dieselmotoren OM 621, 615, 616 und 617 war für Mercedes-PKW am Ende ihrer Nutzbarkeit angelangt, als sie 1982 mit dem Erscheinen des „kleinen“ Mercedes W 201 (190 D) und 1984 mit der neuen Mittelklasse-Baureihe W 124 durch leichtere und leistungsstärkere Dieselmotoren (OM 601 bis 603) abgelöst wurden. Jedoch wurde der OM 616 im Jahr 1991 noch einmal überarbeitet (55 kW / 75 PS) und bis 1995 im MB 100 D eingebaut. Noch heute wird dieser Motor in Indien als Lizenzbau von Force Motors weiter produziert, nun auch als stärkere Version mit Turbolader. Das aktuelle Modell (2020) des Force Gurkha hat einen Hubraum von 2,6 Liter und die Vorkammereinspritzung wurde durch eine moderne Commonrail-Einspritzanlage ersetzt.
Die Dieselmotoren der Serien OM 621, 615, 616 und 617 deckten einen Leistungsbereich von 37 kW (50 PS) für den sparsamen PKW-Alltags- und Taxi-Einsatz bis hin zu Experimentalmotoren mit 170 kW (230 PS) (für Rekordfahrten auf der Hochgeschwindigkeitsbahn in Nardò) ab. Sie können als eine der erfolgreichsten Verbrennungsmotorbaureihen angesehen werden – nur die Motoren für den VW Käfer und für die Einzylinder-Honda-Motorräder weisen eine längere Produktionszeit unter den Kraftfahrzeugmotoren auf.